# Plaza (Pologne)
Pour les articles homonymes, voir Plaza.
Płaza est un village de 3 900 habitants du sud de la Pologne.
La ville est située dans la gmina (commune) de Chrzanów dans la powiat de Chrzanów dans la voïvodie de Petite-Pologne.